# François Meyronnis

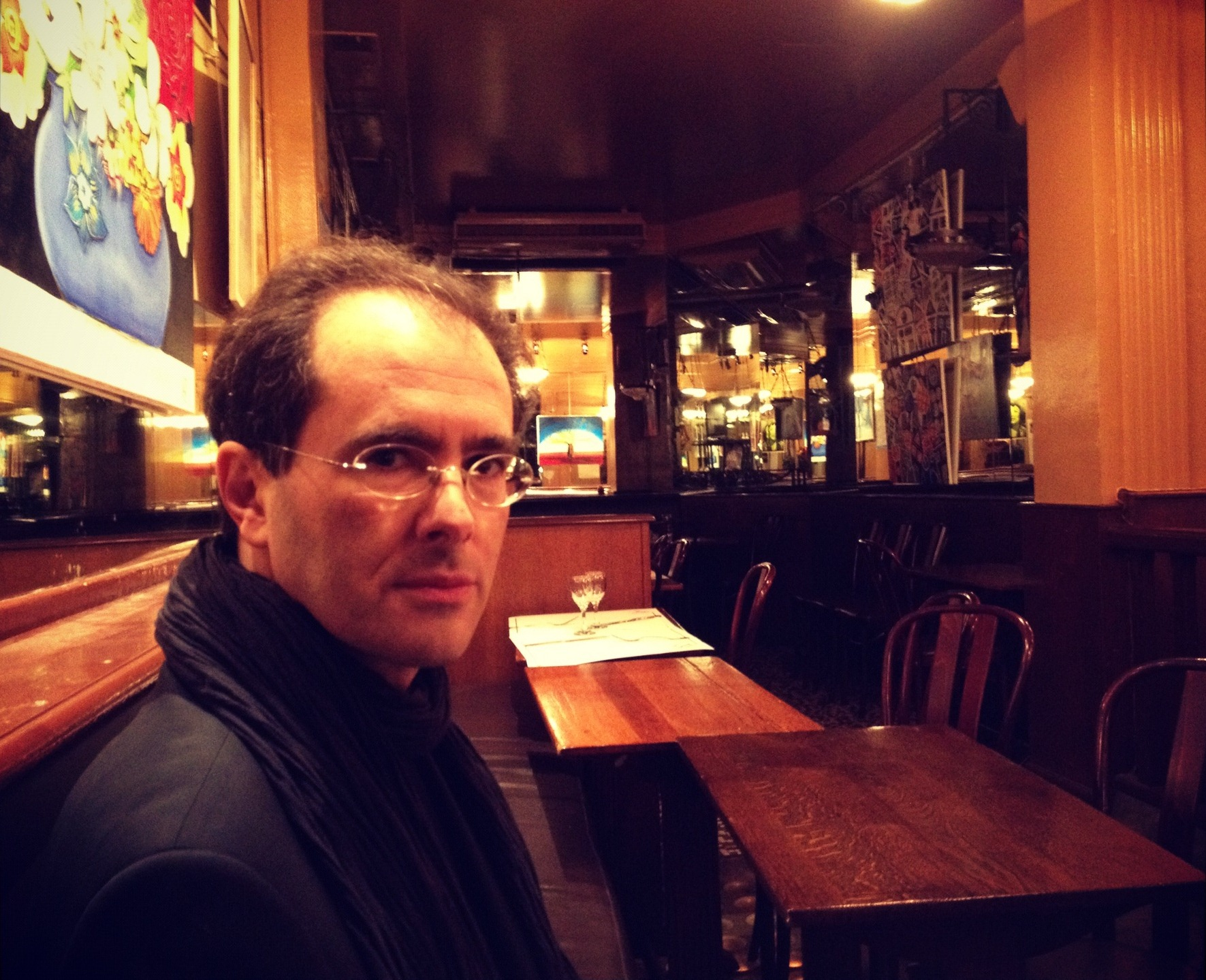
François Meyronnis

François Meyronnis (* 22. Dezember 1961 in Paris) ist ein französischer Schriftsteller.

## Leben
Zusammen mit den Schriftstellern Yannick Haenel und Frédéric Badré gründete Meyronnis 1997 die Zeitschrift Ligne de risque (Risikolinie).
Im Jahr 2000 erschien ein erster Roman, Ma tête en liberté (Mein Kopf in Freiheit). In den darauffolgenden Jahren veröffentlicht er eine Reihe von Essays, darunter im Jahr 2003 L’Axe du Néant (Die Achse des Nichts), gefolgt im Jahr 2007 von De l’extermination considérée comme un des beaux-arts (Die Vernichtung als eine schöne Kunst betrachtet). Neben Poker 2005, einer Sammlung von Gesprächen zwischen Ligne de risque und dem Schriftsteller Philippe Sollers erschien im selben Jahr unter der Leitung von Meyronnis und Haenel das Collectif Ligne de risque. Hier finden sich eine Vielzahl von Unterredungen u. a. mit dem französischen Sinologen François Jullien sowie dem Heideggerspezialisten Gérard Guest. 2009 geben Meyronnis und Haenel mit Prélude à la délivrance (Auftakt zur Erlösung) eine Sammlung Interviews und gemeinsamer Diskussionen heraus, u. a. über den russischen Dissidenten Warlam Tichonowitsch Schalamow, Paul Celan und die Frage der Auferstehung in Melvilles Moby Dick.
Neben einigen wenigen Beiträgen für die Zeitungen Le Monde und Le Nouvel Observateur, brilliert Meyronnis in seinen Werken vor allem als wortgewandter Gegner des Naturalismus eines Michel Houellebecq oder Jonathan Littell, sowie als scharfsinniger Analytiker des gegenwärtigen Nihilismus im Sinne Nietzsches und Heideggers.

## Bibliografie
- Ma tête en liberté, Gallimard, coll.INFINI, 2000
- L’Axe du Néant, Gallimard, coll.INFINI, 2003
- Collectif. Ligne de risque 1997–2005, Gallimard, coll.INFINI, 2005
- Poker, Gallimard, coll.INFINI, 2005
- De l’extermination considérée comme un des beaux-arts, Gallimard, coll.INFINI, 2007
- Prélude à la délivrance, Gallimard, coll.INFINI, 2009
- Tout autre. Une confession, Gallimard, coll.INFINI, 2012